# Antocha schmidi
Antocha schmidi är en tvåvingeart som beskrevs av Alexander 1958. Antocha schmidi ingår i släktet Antocha och familjen småharkrankar. Inga underarter finns listade i Catalogue of Life.